# Valentini Grammatikopoulou
Valentini Grammatikopoulou (en griego: Βαλεντίνη Γραμματικοπούλου; nacida el 9 de febrero de 1997) es una jugadora de tenis griega.
Valentini ha ganado 11 títulos individuales y 16 de dobles en el circuito ITF. El 12 de junio de 2017,  logró su mejor ranking de individuales, el Núm. 159. El 6 de marzo de 2017, lo logró en dobles, el  Núm. 164.
Jugando para Grecia en la Fed Cup, Grammatikopoulou tiene un balance de 15–9.

## Títulos WTA (0; 0+0)

### Dobles (0)
| Leyenda                    |
| -------------------------- |
| Grand Slam (0)             |
| Juegos Olímpicos (0)       |
| WTA Tour Championships (0) |
| WTA 1000 (0)               |
| WTA 500 (0)                |
| WTA 250 (0)                |

#### Finalista (1)
| N.º | Fecha               | Torneos | Superficie    | Pareja         | Oponentes en la final          | Resultado           |
| --- | ------------------- | ------- | ------------- | -------------- | ------------------------------ | ------------------- |
| 1.  | 18 de julio de 2021 | Lausana | Tierra batida | Ulrike Eikkeri | Susan Bandecchi Simona Waltert | 3-6, 7-6(3), [5-10] |

## Títulos WTA 125s

### Dobles (1–2)
| Resultado | Fecha                    | Torneos      | Superficie    | Pareja              | Oponentes                            | Resultado   |
| --------- | ------------------------ | ------------ | ------------- | ------------------- | ------------------------------------ | ----------- |
| Finalista | 26 de diciembre de 2021  | Seúl         | Dura (i)      | Réka Luca Jani      | Choi Ji-hee Han Na-lae               | 4-6, 4-6    |
| Campeona  | 19 de agosto de 2023     | Barranquilla | Dura          | Despina Papamichail | Yuliana Lizarazo María Paulina Pérez | 7-6(2), 7-5 |
| Finalista | 10 de septiembre de 2023 | Bari         | Tierra batida | Elixane Lechemia    | Katarzyna Kawa Anna Sisková          | 1-6, 2-6    |

## Títulos ITF

### Singles: 11
| Leyenda                   |
| ------------------------- |
| $100,000 torneos          |
| $80,000 torneos           |
| $60,000 torneos           |
| $25,000 torneos           |
| $10,000 / $15,000 torneos |

| Núm. | Fecha                    | Torneo                       | Superficie | Adversario        | Puntuación       |
| ---- | ------------------------ | ---------------------------- | ---------- | ----------------- | ---------------- |
| 1.   | 28 de abril de 2013      | Heraklion, Grecia            | Alfombra   | Amy Bowtell       | 6-3, 6-4         |
| 2.   | 5 de mayo de 2013        | Heraklion, Grecia            | Alfombra   | Lee Pei-chi       | 7-6(4), 3-6, 6-2 |
| 3.   | 11 de agosto de 2013     | Pirot, Serbia                | Arcilla    | Eva Wacanno       | 6-1, 6-4         |
| 4.   | 14 de septiembre de 2014 | Vrnjačka Banja, Serbia       | Arcilla    | Dea Herdželaš     | 1-6, 6-3, 7-6(5) |
| 5.   | 23 de agosto de 2015     | Oldenzaal, Netherlands       | Arcilla    | Katharina Lehnert | 7-6(2), 6-3      |
| 6.   | 4 de octubre de 2015     | Portuario El Kantaoui, Túnez | Duro       | Caroline Roméo    | 2-6, 6-2, 6-3    |
| 7.   | 19 de octubre de 2015    | Heraklion, Grecia            | Duro       | Pemra Özgen       | 3-6, 6-3, 6-3    |
| 8.   | 1 de noviembre de 2015   | Heraklion, Grecia            | Duro       | Julia Stamatova   | 7-5, 6-1         |
| 9.   | 18 de junio de 2016      | Minsk, Bielorrusia           | Arcilla    | Anna Kalinskaya   | 6-3, 4-1, ret.   |
| 10.  | 11 de diciembre de 2016  | Hammamet, Túnez              | Duro       | Jelena Simic      | 6-1, 6-3         |
| 11.  | 19 de noviembre de 2017  | Dakar, Senegal               | Duro       | Chanel Simmonds   | 6-0, 7-6(1)      |

### Dobles: 16
| Núm. | Fecha                   | Torneo                       | Superficie | Socio                | Adversarios                            | Puntuación          |
| ---- | ----------------------- | ---------------------------- | ---------- | -------------------- | -------------------------------------- | ------------------- |
| 1.   | 19 de abril de 2014     | Heraklion, Grecia            | Duro       | Natela Dzalamidze    | Despina Papamichail Maria Sakkari      | 6-7(6), 6-3, [10-5] |
| 2.   | 29 de marzo de 2015     | Heraklion, Grecia            | Duro       | Anastasiya Komardina | Viktória Kužmová Petra Rohanová        | 7-5, 6-2            |
| 3.   | 4 de abril de 2015      | Heraklion, Grecia            | Duro       | Anastasiya Komardina | Barbara Bonić Tamara Čurović           | 6-2, 6-3            |
| 4.   | 11 de abril de 2015     | Heraklion, Grecia            | Duro       | Anastasiya Komardina | Tamara Čurović Despina Papamichail     | 6-2, 6-2            |
| 5.   | 8 de mayo de 2015       | Mytilene, Grecia             | Duro       | Rosalie van der Hoek | Yoshimi Kawasaki Daiana Negreanu       | 6-4, 6-3            |
| 6.   | 4 de octubre de 2015    | Portuario El Kantaoui, Túnez | Duro       | Jelena Simić         | Anette Munozova Yana Sizikova          | 4-6, 6-4, [10-6]    |
| 7.   | 11 de octubre de 2015   | Portuario El Kantaoui, Túnez | Duro       | Valeriya Strakhova   | Inês Murta Pauline Payet               | 5-7, 6-3, [10-5]    |
| 8.   | 17 de junio de 2016     | Minsk, Bielorrusia           | Arcilla    | Anna Kalinskaya      | Ulrikke Eikeri Laura Pigossi           | 4-6, 6-1, [10-2]    |
| 9.   | 25 de junio de 2016     | Breda, Netherlands           | Arcilla    | Sviatlana Pirazhenka | Dasha Ivanova Petra Krejsová           | 7-6(6), 6-4         |
| 10.  | 24 de julio de 2016     | Darmstadt, Alemania          | Arcilla    | Julia Wachaczyk      | Quirine Lemoine Eva Wacanno            | 6-4, 6-1            |
| 11.  | 20 de agosto de 2016    | Westende, Bélgica            | Duro       | Elyne Boeykens       | Quirine Lemoine Eva Wacanno            | 6-2, 6-3            |
| 12.  | 9 de septiembre de 2016 | Sofía, Bulgaria              | Arcilla    | Quirine Lemoine      | Lina Gjorcheska Viktoriya Tomova       | 6-4, 4-6, [10-6]    |
| 13.  | 21 de octubre de 2016   | Lagos, Nigeria               | Duro       | Prarthana Thombare   | Kyra Shroff Dhruthi Tatachar Venugopal | 6-7(3), 6-3, [11-9] |
| 14.  | 8 de julio de 2017      | Middelburg, Netherlands      | Arcilla    | Bibiane Schoofs      | Naiktha Bains Dasha Ivanova            | 6-7(8), 7-5, [10-5] |
| 15.  | 3 de febrero de 2018    | Glasgow, Reino Unido         | Duro (i)   | Ysaline Bonaventure  | Dalma Gálfi Katarzyna Piter            | 7-5, 6-4            |
| 16.  | 5 de agosto de 2018     | Woking, Reino Unido          | Duro       | Dalma Gálfi          | Emily Arbuthnott Anna Danilina         | 6-0, 4-6, [11-9]    |